# Dominicus Arumaeus
Dominicus Arumaeus, il cui cognome è attestato anche nella grafia Arumäus (Leeuwarden, 1579 – Jena, 24 febbraio 1637), è stato un giurista tedesco.

## Biografia
Arumaeus proveniva da una nobile famiglia frisone. Secondo il costume dell'epoca, aveva latinizzato il suo cognome. Studiò dal 1593 all'Università di Franeker, poi a Oxford e dal 1597 all'Università di Rostock. Nel 1599 andò in qualità di tutore di un figlio del sindaco di Stade all'Università di Jena. Lì si laureò il 31 marzo 1600 e si sposò lo stesso giorno. Nel 1602 fu nominato professore straordinario, nel 1605 professore ordinario, dapprima di diritto privato romano, poi di diritto costituzionale dell'impero. Nel 1634 è professore ordinario alla facoltà di giurisprudenza di Jena. Come professore della Salana, ebbe anche ruoli organizzativi: fu ad esempio preside della facoltà di giurisprudenza e rettore nei semestri estivi del 1608, 1618, 1628, e 1636. 
Fu ambasciatore a servizio di Weimar, la sua importanza tuttavia risiede principalmente nell'aver istituito l'insegnamento di una legge costituzionale tedesca indipendente, che portò alla produzione pubblicistica sulle leggi del Sacro Romano Impero e per questo è noto come "padre dei pubblicisti". Fra le teorie politiche discusse nel XVII secolo, la dottrina della doppia sovranità fu recepita in territorio tedesco tramite la sua opera. 
Alcuni illustri costituzionalisti furono suoi allievi, fra gli altri Johannes Limnaeus e Philipp Chemnitz.
Arumaeus si sposò il 31 marzo 1600 con Anna Pingitzer, figlia del giurista Virgil Pingitzer. La coppia ebbe molti figli. Di questi, conosciamo Dorothea Susanna Arumaeus, Anna Marie Arumaeus, Johann Theodor Arumaeus, Domenicus Arumaeus, Dorothea Susanne Arumaeus, Ernst Friedrich Arumaeus, Catharine Justine Arumaus, Friedrich Arumaeus e Virgel Arumaus.

## Teoria politica
| potere dello Stato: | assegnato a:         |
| maiestas realis     | deputati della Dieta |
| maiestas personalis | Kaiser               |

Così come Regner Sixtinus, professore ordinario all'Università di Marburgo, Arumaeus introdusse il concetto di doppia sovranità nel suo Discursus academici de iure publico del 1620. Secondo lui, la sovranità rimane all'interno dell'impero, ed è rappresentata dagli stati imperiali, che quindi esercitano la maiestas realis . La maiestas personalis, invece, pertiene solo all'imperatore, diversamente da quanto teorizzato da Limnaeus. Nel complesso, Arumaeus mette in risalto la posizione e la dignità imperiale, vuole preservare quanto più possibile la vecchia visione imperiale del potere del Kaiser. La sua argomentazione poggia anche sulla teoria della translatio imperii. Sebbene l'imperatore non abbia potere assoluto sui membri della Dieta imperiale, è un monarca, e quindi l'impero è una monarchia . 

## Opere

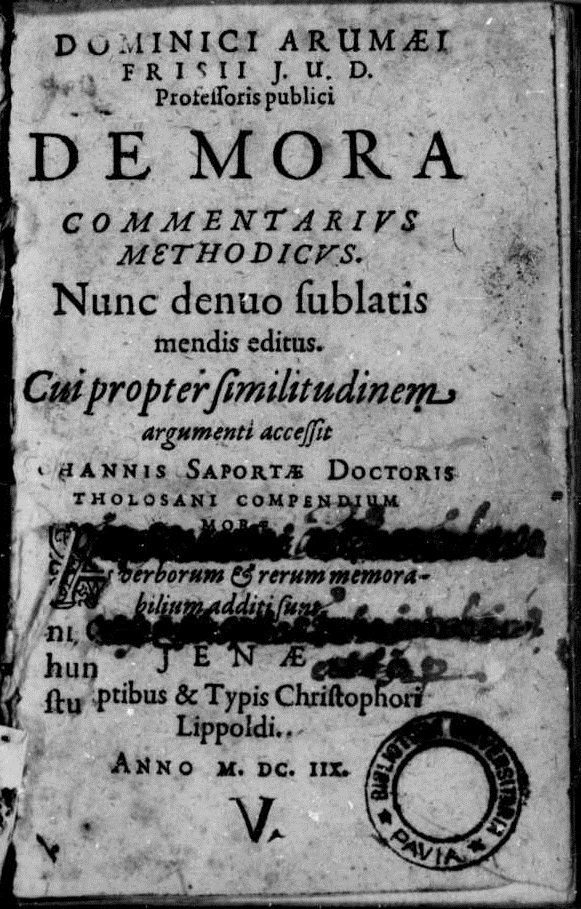
De mora commentarius methodicus, 1608

- Tractatus methodicus de mora Jena 1603, 1608.
  - (LA) De mora commentarius methodicus, Jena, Christoph Lippoldt, 1608.
- Exercitationes Iustiniani ad Institutiones juris Jena 1607.
- Decisionum et Sententiam Jena 1608, 1612.
- Disputationes ad praecipuas Pandectarum et Codicis leges, consuetudines feudales, quatuor Institutionum libros Jena 1613, 1620, 1628.
- Discursus academici de iure publico Jena 1616-1623, 5 volumi. Volume 1.
- Discursus academici ad Auream Bullam Caroli Quarti Romanorum Imperatoris etc. Jena 1617, 1619, 1663.
- Commentarius Jiuridico-historico-politicus de comitiis Romano-Germanici Imperii Jena 1630, 1660.